# Bučerca
Bučerca je naselje v Občini Krško.